# Loussous-Débat
Loussous-Débat è un comune francese di 47 abitanti situato nel dipartimento del Gers nella regione dell'Occitania.

## Società

### Evoluzione demografica
Abitanti censiti